# Dillon Sheppard
Dillon Sheppard (Durban, 27 de fevereiro de 1979) é um ex-futebolista profissional sul-africano que atuava como meia.

## Carreira
Dillon Sheppard representou o elenco da Seleção Sul-Africana de Futebol no Campeonato Africano das Nações de 2002.